# Elaeodendron zeyheri
Elaeodendron zeyheri är en benvedsväxtart som beskrevs av Nicolai Stepanowitsch Turczaninow. Elaeodendron zeyheri ingår i släktet Elaeodendron och familjen Celastraceae. Inga underarter finns listade.